# Trebova
Trebova (srp. Требова) je planina[nedostaje izvor] u planinskom masivu Zelengora u Nacionalnom parku Sutjeska u općini Foča, Republika Srpska, Bosna i Hercegovina. Nalazi se na nadmorskoj visini od 1872 m.